# Old Crow Medicine Show (musikalbum)
Old Crow Medicine Show är ett album av den amerikanska musikgruppen Old Crow Medicine Show, utgivet 2004. Det producerades av David Rawlings, tidigare känd för sitt samarbete med Gillian Welch. Även Welch gör ett gästspel på albumet, som trummis.

## Låtlista
1. "Tell It To Me" (traditionell) - 2:48
2. "Big Time in the Jungle" (Critter Fuqua) - 2:50
3. "Poor Man" (traditionell) - 3:35
4. "Tear It Down" (traditionell) - 2:11
5. "Hard to Love" (traditionell) - 2:31
6. "CC Rider" (traditionell) - 3:51
7. "Trials & Troubles" (Ketcham Secor/Willie Watson) - 2:57
8. "Hard to Tell" (Ketcham Secor) - 3:15
9. "Take 'em Away" (Critter Fuqua) - 3:35
10. "We're All in This Together" (Ketcham Secor/Willie Watson) - 4:51
11. "Wagon Wheel" (Bob Dylan/Ketcham Secor) - 3:52

## Medverkande
- Critter Fuqua - banjo, gitarr, bottleneck-gitarr, sång
- Kevin Hayes - gitarr
- Morgan Jahnig - kontrabas
- Ketcham Secor - banjo, fiol, munspel, sång
- Willie Watson - banjo, gitarr, sång
- David Rawlings - gitarr
- Gillian Welch - trummor